# HNK Srednja Bosna Pfäffikon
HNK Srednja Bosna je amaterski hrvatski nogometni klub iz Švicarske. Okuplja hrvatske iseljenike iz Srednje Bosne. Registriran je u mjestašcu u središnjoj Švicarskoj, Pfäffikonu, u kantonu Schwyzu.

## Povijest
Osnivačima je vodila želja za druženjem kroz šport i ine aktivnosti. Klub je osnovan 1997. godine, a kao športsko društvo tj. klub registriran je 2003. i ta se godina službeno vodi kao osnivanje. Članovi su aktivni i u drugim hrvatskim vjerskim i kulturno-športskim udrugama. Klub od osnivanja ima ekipe u dva uzrasta, aktivni i seniorski. Ne natječu se u švicarskoj ligi, ali su aktivni sudionici po turnirima mnogobrojnih hrvatskih klubova diljem Švicarske. Srednja Bosna svake godine organizira dobro posjećeni malonogometni turnir. Klub je aktivan i izvan športskog polja te često orgnaniziraju obiteljske zabave uz grill. Od 2011. godine organiziraju glasovitu Večer Srednje Bosne. Svoj rad usmjerili su i u humanitarne svrhe te su organizirali humanitarne akcije. Klub nema svojih prostorija, ali zahvaljujući prijatelju i sponzoru nadimka Slovenac imaju petkom poslije treninga tjedno okupljalište jednom restoranu u Freienbachu.

## Vanjske poveznice
- Službene stranice  Arhivirana inačica izvorne stranice od 25. rujna 2020. (Wayback Machine)
- Facebook HNK Srednja Bosna